# Atmetochilus atriceps
Atmetochilus atriceps là một loài nhện trong họ Nemesiidae.
Atmetochilus atriceps được miêu tả năm 1900 bởi Pocock.